# Fidel Alonso de Santocildes
Fidel Alonso de Santocildes (Cubo de Bureba, 24 de abril de 1844 - Bayamo, 13 de julio de 1895), conocido como el «héroe de Peralejo» fue un general de brigada español reconocido por su liderazgo en conflictos cruciales como la Guerra de los Diez Años, la Guerra Chiquita y la Guerra de Independencia de Cuba. Murió por heridas de bala en la Batalla de Peralejo, en una acción que fue premiada de forma póstuma con la Cruz Laureada de San Fernando.

## Primeros años y formación
Fidel Alonso de Santocildes nació en 1844 en Cubo de Bureba, Provincia de Burgos, España en una familia de agricultores. Su padre fue Fidel Alonso de Santocildes y su madre se llamaba Demetria Alonso de Santocildes. Era nieto por vía materna del general José María de Santocildes, que destacó por su labor en Astorga durante la Guerra de la Independencia. Tuvo al menos dos hermanos: José Alonso de Santocildes, que fue misionero jesuita en Ecuador, otro de sus hermanos fue labrador en Cubo.  
Fidel pasó su infancia en su pueblo natal, donde se instruyó en las primeras letras y ayudó en las labores agrícolas. Durante su adolescencia estudió en el colegio de Almarza de Burgos, donde trabó amistad con Pascual Sanz Pastor, que también sería general en Cuba y en el instituto de Medina de Pomar.  

## Carrera militar
Santocildes ingresó en el Colegio de Infantería de Toledo el 7 de junio de 1859, a 15 años de edad.  Según la Real Academia de la Historia, Fidel Alonso de Santocildes recibió su despacho de alférez en 1861 en el Regimiento de Infantería de Toledo, número 35. Poco tiempo después, fue destinado al batallón de Cazadores de Antequera, que en aquel momento estaba de guarnición en Burgos. Al año siguiente, en 1862, estuvo con el mismo batallón en Santoña.
Intervino en la Guerra de Santo Domingo (1863-1865), siendo evacuado a la península en 1865.
El 28 de marzo de 1869 se ofreció como voluntario para servir en un ejército expedicionario que desembarcó en Manzanillo el 29 de marzo de 1869, durante la Guerra de los Diez Años. Comenzó a operar en las zonas del Centro y Jiguaní, así como en las costas del Golfo de Guacanayabo. Durante este año, participó en operaciones militares, incluyendo la conducción de convoyes a Bayamo y la toma de campamentos en Cambute, Silencio, Lomas de Perucho, Fonseca y Guira. También estuvo presente en las acciones de Piedra de Oro, Faldón y Las Cajitas. En 1870, el coronel Arsenio Martínez Campos y el capitán Bouza Cobreiro elogiaron el servicio de Santocildes.
En 1871 recibió la Cruz al Mérito Militar con la condecoración roja y fue ascendido a Capitán. 
Durante este período, Santocildes se caracterizó por su indomable energía, liderazgo en situaciones de riesgo y estricta observancia de la disciplina militar bajo el mando de generales como Martínez Campos.
Recibió su segunda Cruz Roja al Mérito Militar en 1875 junto con un ascenso a Comandante siendo trasladado al Batallón San Quintín, al que se incorpora en mayo de 1876. Durante los últimos 4 años de la Guerra de los Diez Años, bajo las órdenes de los Generales Marín, Barges, Galbis y Polavieja, se registró que Santocildes participó en más de 100 acciones que convirtieron al Batallón en una unidad temida entre los mambises. En la Batalla de San Ulpiano, su batallón ocupó la retaguardia de la columna española durante la retirada, resistiendo los ataques de las tropas de Maceo, hasta que éste ante la resistencia encontrada optó por retirarse, también formó parte de esta batalla su antiguo compañero, y entonces coronel, Pascual Sanz Pastor. Por ello recibió la Orden de San Fernando de primera clase aunque tras el Pacto del Zanjón, entró en una posición más pasiva, destinado en el cuartel de La Habana. Por su parte al propio Batallón de San Quintín le fueron concedidas dos Corbatas de la Orden de San Fernando y el apelativo de «El Laureado», por sus acciones heroicas en combate,  la imposición de la Corbata la hizo Martínez Campos en junio de 1877 y en agosto de 1878 respectivamente.Fidel fue recompensado también siendo ascendido a teniente coronel en ese mismo año.

### La Guerra Chiquita
Tras un breve período de paz, la Guerra Chiquita estalló como una continuación de la lucha por la independencia. Santocildes, con más experiencia y rango, se trasladó a la Provincia de Oriente con el Batallón Cazadores de Chiclana, donde pudo desarrollar y aplicar tácticas de guerrilla y contrainsurgencia, adaptándose a las difíciles condiciones del terreno cubano.
Esta guerra finalizó en agosto de 1880. Permaneció posteriormente en ese destino hasta 1881, custodiando las costas y ocupándose de las costumbres militares y políticas en Baracoa y Guantánamo. 

## Años intermedios: matrimonio y ascensos hasta ser coronel

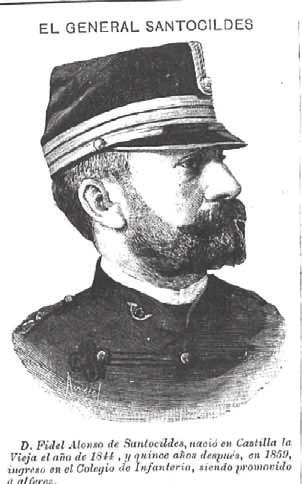

Después de la guerra, Santocildes se casó con Dolores Miyares y Hernández, que pertenecía a una destacada familia cubana y tendrían dos hijas y un hijo, que también fue militar. Permanecería en Cataluña durante tres años, teniendo que ir brevemente a la Seo de Urgel para impedir un movimiento republicano allí. Después de que Ramón Fajardo Izquierdo fuera nombrado Capitán General de Puerto Rico, Santocildes estuvo adscrito como teniente coronel en el Regimiento de Infantería de Aragón hasta regresar a Cuba y ser transferido nuevamente al Batallón San Quintín en 1886 y ascendido a Coronel en 1889.

## Guerra de Independencia de Cuba

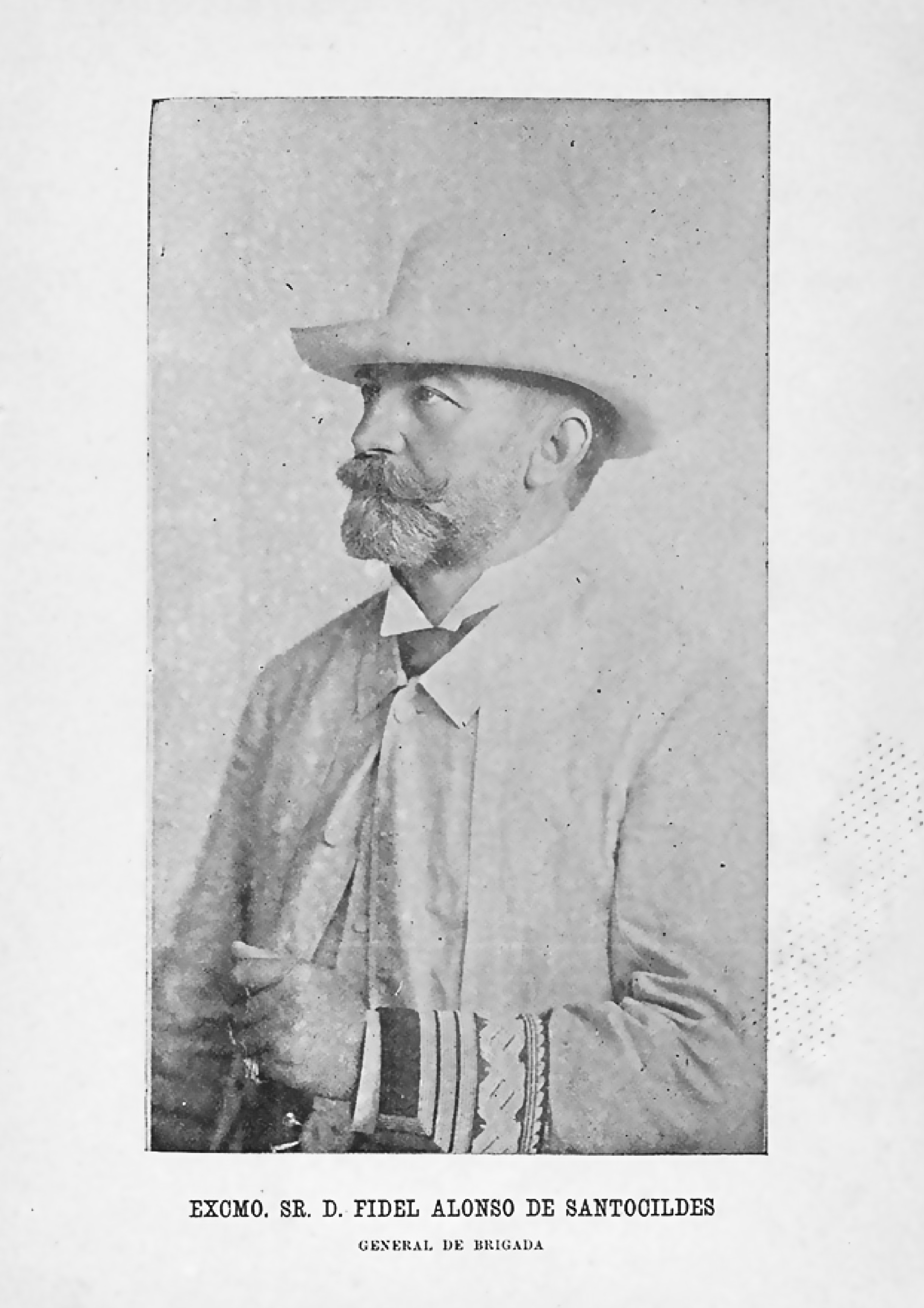
Fidel Alonso Santocildes, fotografía como General de Brigada

Santocildes asumió tras ello el mando de los Regimientos de la Reina y de Isabel la Católica así como del Batallón de Orden Público de La Habana. Durante su segundo mandato en Cuba, sería el comandante militar de Holguín y Manzanillo. Fue ascendido a General de Brigada el 22 de mayo de 1895, tras estallar la Guerra de Independencia de Cuba y haber sorprendido en ella a las partidas de Máximo Gómez y José Martí, pereciendo este último tras reñido combate en Dos Ríos. Durante la guerra, personalmente le dijo a Antonio Maceo Grajales que era el oficial más capaz al que se había enfrentado jamás. 
La rebelión se fortaleció por la unión y determinación de los insurgentes, reacios a negociar. El General Martínez Campos reconoció la necesidad de una acción militar decisiva, pero sus intentos de encontrar una solución pacífica retrasaron la ofensiva militar. Cuando finalmente se lanzó la ofensiva, Campos cometió un error táctico al intentar aplicar estrategias de guerra convencional en un territorio accidentado y muy frondoso. Por su parte, Fidel Alonso de Santocildes, consciente de este error, se opuso a los grandes movimientos de tropas y al arrastre de artillería, prefiriendo tácticas más adaptadas al entorno.
Los mambíes, conocedores del terreno y experimentados en tácticas de guerrilla, evitaban los enfrentamientos frontales, optando por emboscadas y ataques sorpresa. Santocildes entendió que la mejor manera de enfrentarlos era emulándoles, con oficiales capaces de adentrarse en la selva, apoyados por una logística eficiente y un servicio de espionaje efectivo. En esta línea, lideró personalmente una columna de operaciones, situándose valientemente en las posiciones más peligrosas del campo de batalla.

### Peralejo: última batalla y muerte
El general encontró su trágico destino en la Batalla de Peralejo, un enfrentamiento crucial durante la Guerra de Cuba. El 13 de julio de 1895, Santocildes lideraba una columna de 1.528 hombres en una situación desventajosa, avanzando entre cercas de alambre y enfrentándose a un enemigo numéricamente superior, estimado en 5.000 hombres. A pesar de la adversidad, Santocildes demostró su destreza militar al repeler múltiples intentos de los insurrectos por cortar y desintegrar su columna. En un acto de valentía, se posicionó al frente de tres compañías del regimiento de Isabel la Católica para rechazar un ataque enemigo. Durante la intensa batalla, Santocildes fue herido gravemente, recibiendo dos disparos en el pecho mientras se movía entre la vanguardia y la retaguardia para supervisar y proteger a sus hombres. En medio del combate más intenso, aún herido gravemente, sus soldados preocupados le advirtieron sobre sus heridas: «¡Que está usted herido, mi General! Retírese, que se desangra», a lo que él respondió impertérrito: «No es nada, hijos míos, dos arañazos». «¡Adelante! ¡Fuego!» Un disparo final en la frente le causó la muerte.    
La muerte de Santocildes marcó un momento significativo en la batalla, que se extendió desde las once y media de la mañana hasta las siete de la tarde. El general Martínez Campos, al tomar el mando, logró finalmente cruzar la columna y llegar a Bayamo, a pesar de estar en desventaja numérica. La batalla resultó en aproximadamente 28 bajas españolas, incluyendo a Santocildes y su ayudante, el teniente Sotomayor, y alrededor de 98 heridos. Por su parte, los insurrectos sufrieron unas 120 bajas. Su cuerpo fue expuesto en una capilla ardiente en el Casino Español de Bayamo, donde recibió honores militares y la población le rindió homenaje, fue enterrado en esa misma ciudad.
En 1896, en reconocimiento a su heroísmo y sacrificio, Santocildes fue condecorado póstumamente con la Cruz Laureada de San Fernando, que conllevaba una pensión de 2.500 pesetas, transmisible a su viuda, Dolores Miyares. 
A finales de 1898, tras la independencia de Cuba, su cuerpo fue trasladado a Santander. En 1904 sus restos recibieron sepultura definitiva en el Real Panteón de Nuestra Señora de Atocha, junto con los del general don Joaquín Vara de Rey, los del soldado don Eloy Gonzalo García, héroe de Cascorro, y los de los defensores de Baler, esta acción se realizó a propuesta del General en Jefe de la Isla de Cuba y fue refrendada por el Consejo de Ministros en noviembre de 1898, siendo firmada como Real Orden por la Reina Regente el día 10 de ese mes. 

## Matrimonio y descendencia

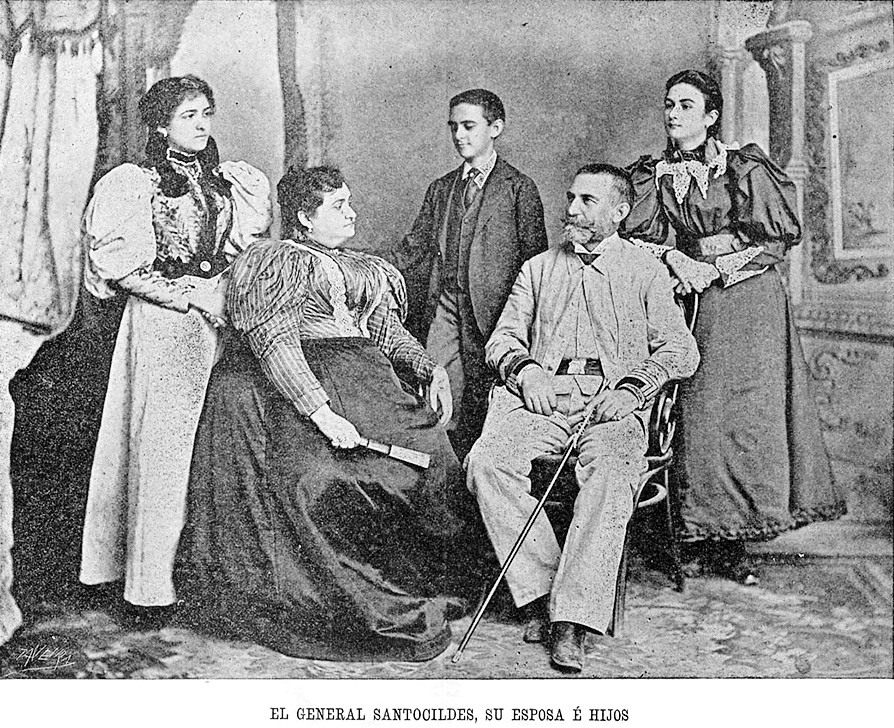
El general Santocildes, su familia: esposa e hijos

Se casó en la Catedral de Santiago de Cuba con Maria Dolores Miyares y Hernández (Cuba, c. 1855-), hija de Asencio Modesto Hernández y Ferrer (1820-1884), bisnieta de Carlos José Miyares Pérez (1754-), que fue alcalde de Santiago de Cuba y era hermano del capitán general Fernando Miyares, y tataranienta del capitán español Fernando Miyares Loizaga (1718-1755); su madre era Concepción Hernández y Matos. 
El matrimonio tuvo dos hijas y un hijo, Gonzalo Alonso de Santocildes y Miyares, que se formó en la Academia de Toledo, siendo destinado como segundo teniente en el Batallón Cazadores Ciudad-Rodrigo. Este hijo consta como capitán del regimiento Infantería del Príncipe, núm. 3, hacia 1906; en 1925 ostentaba el grado de comandante en situación de reserva, momento en que se le concede permiso para residir de forma indefinida en Orán, Argelia. 
Un sobrino suyo, Alejandro de Santocildes Barrio, es también referido como cabo en el Regimiento Covadonga n.º 40, poco después de la muerte del general.